# Thomas Turpin Crittenden
Thomas Turpin Crittenden (* 16. Oktober 1825 in Huntsville, Alabama; † 5. September 1905 in East Gloucester, Massachusetts) war ein General der Nordstaaten im Sezessionskrieg.

## Kindheit und Jugend
Crittenden wurde in Huntsville geboren und zog schon als Kind mit seinen Eltern nach Texas. Sein Onkel war der Politiker John J. Crittenden, der Kentucky im Senat der Vereinigten Staaten vertrat. Seine Cousins waren der konföderierte General George B. Crittenden und der Unions-General Thomas L. Crittenden. Er wuchs in Texas auf und besuchte das Transylvania College in Lexington, Kentucky. Danach praktizierte er als Rechtsanwalt in Missouri bis zum Ausbruch des Mexikanisch-Amerikanischen Krieges 1846, wo er sich in einem Freiwilligen-Regiment des Staates Missouris einschrieb. Er wurde zum Second-Lieutenant befördert. Ein Jahr später zog er nach Madison, Indiana, wo er seine juristische Karriere fortsetzte.

## Bürgerkrieg
Fünf Tage nachdem der Bürgerkrieg ausgebrochen war, kehrte er zur Unionsarmee zurück und wurde zum Hauptmann ernannt. Er führte eine Kompanie des 6th Regiment Indiana Infantry. Eine Woche später war er bereits Oberst und führte ein Regiment. Crittenden führte sein Regiment in die Gegend des späteren West Virginia und nahm an mehreren kleinen Schlachten teil. Am 2. August 1861 wurde das Regiment aufgelöst. Crittenden reorganisierte sein Regiment und führte es die nächsten zwei Jahre. Am 20. September 1861 führte er seine Männer in den offiziell neutralen Staat Kentucky. Sie verbrachten den Winter in der Nähe von Bowling Green und marschierten zum Schauplatz der Schlacht von Shiloh in Tennessee. Sie trafen dort am zweiten Tag der Schlacht ein. Später in diesem Monat, im April 1862, wurde Crittenden Brigadegeneral.
Am 13. Juli 1862, nur wenige Wochen, nachdem er das Kommando der Unionsgarnison in Murfreesboro bekommen hatte, wurde diese von Nathan Bedford Forrests Kavallerie erobert. Crittendens Karriere war ruiniert. Anfang 1863 wurde ihm das Kommando über eine unbedeutende Brigade gegeben. Ihm wurde klar, dass ihm nicht mehr vertraut wurde. Er trat aus der Armee im Mai 1863 aus und leistete keinen weiteren Militärdienst mehr.
Nach dem Krieg zog Crittenden nach Washington, D.C., wo er als Anwalt tätig war, unter anderem auch vor dem United States Supreme Court. Im Jahr 1885 wechselte er ins ferne San Diego, Kalifornien, wo er als ein Immobilien-Entwickler tätig war. Thomas Crittenden starb im Alter von 79 Jahren während eines Besuchs in East Gloucester, Massachusetts. Er wurde auf dem Nationalfriedhof Arlington begraben.

## Familie
- John Jordan Crittenden Sen. (1754–1806), US-amerikanischer Armeeoffizier, US-amerikanischer Politiker (Großonkel)
- Robert Crittenden (1797–1834), US-amerikanischer Politiker (Onkel zweiten Grades)
- John J. Crittenden (1786–1863), US-amerikanischer Politiker (Onkel)
- George Bibb Crittenden (1812–1880), US-amerikanischer General (Cousin ersten oder zweiten Grades)
- Thomas Theodore Crittenden (1832–1909), US-amerikanischer Politiker (Cousin)
- Thomas Leonidas Crittenden (1819–1893), US-amerikanischer General (Bruder)
- Thomas Theodore Crittenden, Jr. (1863–1938) war Bürgermeister von Kansas City, Missouri zwischen 1908 und 1909 (Sohn seines Cousins)